# David Frost
Sir David Paradine Frost (Tenterden, 7 aprile 1939 – Mar Mediterraneo, 31 agosto 2013) è stato un conduttore televisivo, produttore televisivo e scrittore britannico.
È noto principalmente per le sue interviste all'ex presidente Richard Nixon riguardanti lo scandalo Watergate.

## Biografia
David Paradine Frost nasce il 7 aprile 1939 a Tenterden in Inghilterra dal pastore metodista  W. J. Frost e Mona Paradine Frost. Nel gennaio del 1981 sposa Lynne Frederick, dalla quale divorzia dopo un anno. Nel 1983 si risposa con Carina Fitzalan Howard, dalla quale avrà tre figli.
Si laurea in lingua inglese a Cambridge, dove pratica sia il giornalismo che lo spettacolo. Il suo primo grande successo professionale arriva con un notiziario satirico dal nome That Was the Week That Was, a cui seguono altri programmi tra cui il Frost Report (a cui parteciparono anche cinque membri del futuro gruppo Monty Python) e il talk show The David Frost Show, con ospiti d'eccezione tra i quali Richard Burton, John Lennon, Yōko Ono, e i Rolling Stones.
Nel 2006 inizia una collaborazione con l'emittente televisiva araba Al Jazeera. In agosto 2013 il sito web di Al Jazeera ha pubblicato il videoclip di un'intervista di David Frost all'ex campione del mondo di scacchi Garry Kasparov, fatta ad Abu Dhabi. Kasparov risponde alle domande di Frost dando molti particolari sulla sua vita e carriera scacchistica. Al termine dichiara che non tornerà più in Russia.
Muore il 31 agosto 2013 all'età di 74 anni per un attacco di cuore, mentre stava intrattenendo il pubblico a bordo della nave da crociera Queen Elizabeth nel mezzo del Mar Mediterraneo.

## Le interviste a Nixon e lo Scià di Persia
Dopo aver partecipato e condotto molti show per la TV, Frost decide di chiedere un'intervista all'ex presidente Richard Nixon, che si era dimesso dalla carica nel 1974 a causa dello scandalo Watergate del 1972. Nel 1977 Nixon accetta di farsi intervistare da Frost, con l'intento di riabilitare la sua immagine di fronte agli americani. Per l'uomo politico e per il suo staff l'occasione è quindi straordinaria.
Frost ha fama di abile intervistatore, ma è considerato più affine al mondo dello spettacolo che non a quello di cui Nixon ha fatto parte. Ma quando si accendono le telecamere Frost riesce a mettere in difficoltà il presidente, tanto che questi decide di proseguire l'intervista, ammettendo davanti alla telecamera i suoi errori e le sue colpe nei confronti del popolo americano.
David Frost ha vinto la sua battaglia: riesce a vincere il faticoso duello e diventa uno degli uomini più famosi di quel tempo. L'intervista ottiene una audience elevatissima,  circa 45 milioni di telespettatori. In seguito Nixon concesse altre interviste a Frost. Le interviste, intitolate “David Frost Interviews Richard Nixon”, riscossero il più grande consenso della storia della TV americana per quanto riguarda un programma di informazione.
Dopo la rivoluzione iraniana del 1979, Frost fu l'ultima persona a intervistare Mohammad Reza Pahlavi, lo scià deposto dell'Iran. L'intervista ha avuto luogo sull'isola di Contadora a Panama nel gennaio 1980, ed è stata trasmessa dalla American Broadcasting Company negli Stati Uniti il 17 gennaio. Lo scià parla della sua ricchezza, della sua malattia, del SAVAK, delle torture durante il suo regno, di Khomeini e della sua minaccia di estradizione in Iran.

## Carriera

### Conduttore televisivo
- That Was the Week That Was, BBC, 1962-63, NBC, 1964-65.
- A Degree of Frost, BBC, 1963.
- Not So Much a Program, More of a Way of Life, BBC, 1964-65.
- David Frost at the Phonograph, 1966.
- "David Frost's Night Out in London," ABC Stage 67, ABC, 1967.
- The Frost Report, 1966-67.
- Frost Over England, 1967.
- The Frost Program, 1966-68, 1972.
- Frost on Friday, Frost on Saturday, Frost on Sunday, 1968-69.
- The David Frost Show, syndicated, 1969-72.
- David Frost Review, 1971-73.
- That Was the Year That Was, 1973.
- The Frost Interview, 1974. We British, 1975.
- The Sir Harold Wilson Interviews, 1976-77.
- The Crossroads of Civilization, 1977-78.
- The Nixon Interviews, 1977.
- Headliners with David Frost, NBC, 1978.
- Good Morning Britain, 1983.

### Sceneggiatore
- BBC 3, 1965
- That Was the Week That Was, 1962-1963

### Produttore
- This Week, 1961-1962
- At Last the 1948 Show, 1967
- No, That's Me Over Here!, 1967
- How to Irritate People, 1968
- The Ronnie Barker Playhouse, 1968
- David Frost Presents... Frankie Howerd, 1969
- The Rise and Rise of Michael Rimmer, 1970
- Charley One-Eye, 1973
- Who Killed Lamb?, 1974
- Dynasty, 1976
- The Slipper and the Rose: The Story of Cinderella, 1976
- Leadbelly, 1976
- David Frost Interviews Richard Nixon, 1977
- The Music for UNICEF Concert: A Gift of Song, 1979
- The American Movie Awards, 1980
- This Is Your Life: 30th Anniversary Special, 1981
- That Was the Year That Was, 1985
- The Search for Mengele, 1985
- Spitting Image: Down and Out in the White House, 1986
- Spitting Image: The Ronnie and Nancy Show, 1987
- ABC Presents: A Royal Gala, 1988
- Rogue Trader, 1999
- The Strategic Humor Initiative, 2003
- Inside Elton's World, 2005
- In Your Dreams, 2007
- The Frost Report Is Back, 2008

### Partecipazioni televisive
- An Evening with David Frost, 1966.

### Pubblicazioni
- That Was the Week That Was, 1963.
- How to Live Under Labour, 1964.
- Talking with Frost, 1967.
- To England with Love, 1967.
- The Presidential Debate, 1968.
- The Americans, Whitman and Frost, I Gave Them a Sword, I Could Have Kicked Myself, 1982.
- Who Wants to Be a Millionaire, 1983.

### Scrittore
- "I Gave Them a Sword": Behind the scenes of the Nixon interviews (1978), pubblicato nel 2007 con il titolo Frost/Nixon
- David Frost's Book of the World's Worst Decisions (1983)
- David Frost's Book of Millionaires, Multimillionaires, and Really Rich People (1984)
- The Rich Tide: Men, Women, Ideas and Their Transatlantic Impact, con Michael Shea (1986)
- An Autobiography. Part 1: From Congregations to Audiences (1993)

## Cinema
Il ruolo del giornalista David Frost è stato interpretato da Michael Sheen nel film di Ron Howard del 2008 Frost/Nixon - Il duello, tratto dall'opera teatrale di Peter Morgan Frost/Nixon, ispirata alle interviste del 1977 con l'ex presidente. David Frost si è complimentato con il regista, dichiarando: «Quello che ha realizzato Ron Howard non è spettacolare. Non ha fatto niente di simile, tipo piazzare una scena nel bel mezzo di un campo da football, ma ha aperto alle emozioni. Ha fatto un lavoro fantastico».